# Foetushouding

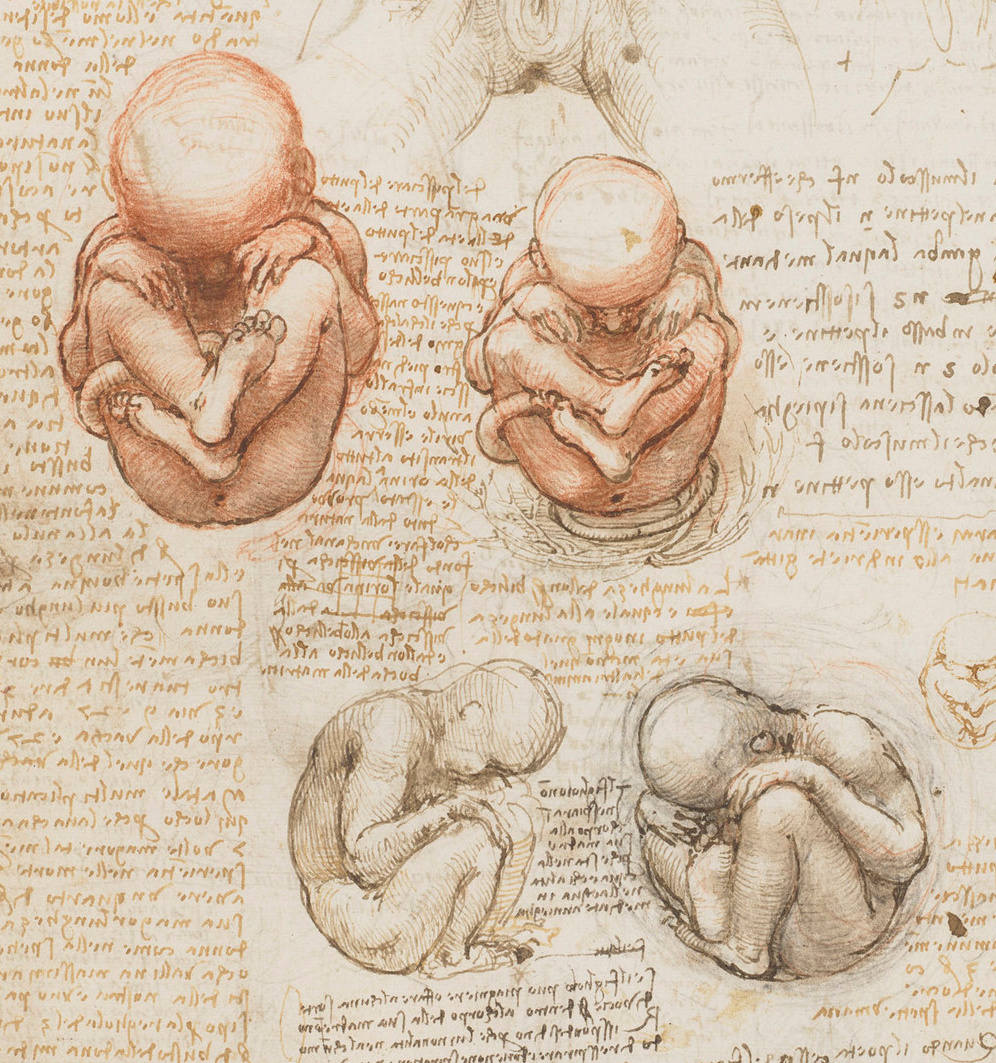
Tekening van een foetus door Leonardo da Vinci (circa 1510 - 1512)

Met de foetushouding wordt in de houding bedoeld waarin een foetus zich bevindt in de baarmoeder. Dat is met opgetrokken en gevouwen handen en armen.
De term wordt ook wel overdrachtelijk bedoeld, bijvoorbeeld in de kunst, in studentenkringen de houding van een feut (een aankomend student) of in het verkeer en de luchtvaart (samengevouwen houding ter bescherming van het lichaam in geval van dreigend gevaar).
Ook in de psychologie wordt belang gehecht aan de betekenis van de foetushouding bij volwassenen en kinderen. Ze staat vaak symbool voor het zoeken naar bescherming; een basisbehoefte volgens de psychologie.

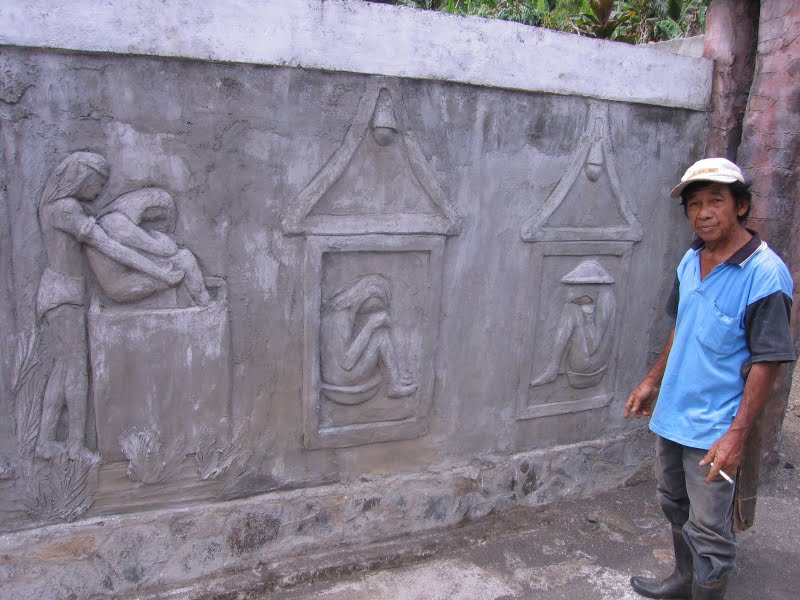
Het plaatsen van een overledene in foetushouding in een waruga